# Uitvoeringswet folteringverdrag
De Uitvoeringswet folteringverdrag is een Nederlandse wet die het plegen van foltering en andere wrede, onmenselijke of onterende behandeling strafbaar stelde. Het was een wet die uitvoering gaf aan het Verdrag tegen foltering en andere wrede, onmenselijke en onterende behandeling of bestraffing. Deze wet werd op 1 oktober 2003 vervangen door de Wet internationale misdrijven.
De uitvoeringswet geeft in artikel 1 een definitie van foltering, namelijk:
1. Mishandeling gepleegd door een ambtenaar of een anderszins ten dienste van de overheid werkzame persoon in de uitoefening van zijn functie aan iemand die van zijn vrijheid is beroofd, met het oogmerk om inlichtingen of een bekentenis te verkrijgen, hem te bestraffen, hem of een ander vrees aan te jagen of te dwingen iets te doen of te dulden, of uit minachting voor diens aanspraken op menselijke gelijkwaardigheid ... 
2. Met mishandeling wordt gelijkgesteld het opzettelijk teweegbrengen van een toestand van hevige angst of een andere vorm van ernstige geestelijke ontreddering.